# Исаково (Тотемский район)
Исаково — деревня в Тотемском районе Вологодской области.
Входит в состав Пятовского сельского поселения, с точки зрения административно-территориального деления — в Матвеевский сельсовет.
Расположена на правом берегу реки Еденьга. Расстояние до районного центра Тотьмы по автодороге — 12 км, до центра муниципального образования деревни Пятовская по прямой — 10 км. Ближайшие населённые пункты — Кормакино, Куземкино, Матвеево.
По переписи 2002 года население — 15 человек.